# Pomacentrinae
Pomacentrinae — підродина окунеподібних риб родини Помацентрові (Pomacentridae). Представники підродини мешкають на коралових і скелястих рифах у тропічних і субтропічних районах Атлантичного океану і Індо-Тихоокеанської зони.

## Класифікація
Підродина містить наступні роди:
- Acanthochromis Gill, 1863
- Altrichthys Allen, 1999
- Amblyglyphidodon  Bleeker, 1877
- Amblypomacentrus  Bleeker, 1877
- Cheiloprion  Weber, 1913
- Chrysiptera  Swainson, 1839
- Dischistodus  Gill, 1863
- Hemiglyphidodon  Bleeker, 1877
- Neoglyphidodon  Allen, 1991
- Neopomacentrus  Allen, 1975
- Pomacentrus  Lacepède, 1802
- Pomachromis  Allen & Randall, 1974
- Pristotis  Rüppell, 1838
- Teixeirichthys  Smith, 1953
- Amphiprionini
  - Amphiprion Bloch & Schneider, 1801
  - Premnas